# Campeonato Albanês de Futebol de 2022–23 – Primeira Divisão
A Primeira Divisão do Campeonato Albanês de Futebol de 2022–23, também conhecida como Kategoria Superiore de 2022–23 e oficialmente como Abyssnet Superiore de 2022–23, foi a 84.ª temporada oficial do campeonato de clubes equivalente à primeira divisão do futebol albanês (a 23.ª temporada como Kategoria Superiore). O certame foi organizado pela Associação de Futebol da Albânia (em albanês:  Federata Shqiptare e Futbollitou — FSHF), entidade máxima do futebol na Albânia.
A temporada começou em 19 de agosto de 2022 e terminou em 29 de maio de 2023 e contou com a participação de dez equipes: oitos que permanceram da edição anterior e os dois promovidos da Kategoria e Parë (segunda divisão) de 2021–22.
O título da temporada ficou com o Partizani. O time da capital do país sagrou-se campeão após uma vitória por 2–0 sobre o Teuta na última rodada, garantindo a liderança com 67 pontos (20 vitórias, 7 empates e 9 derrotas) e o 17º título de campeão de sua história. Além do título, o campeão da temporada garantiu vaga na primeira rodada de qualificação da Liga dos Campeões de 2023–24, já o segundo e o terceiro colocados, garantiram vaga na primeira rodada de qualificação da Liga Conferência Europa de 2023–24.

## Participantes
| Equipe    | Cidade     | Estádio (mando)     | Temporada de 2022–23            | Título(s)              |
| --------- | ---------- | ------------------- | ------------------------------- | ---------------------- |
| Bylis     | Ballsh     | Adush Muça          | Campeão (Kategoria e Parë)      | nenhum                 |
| Egnatia   | Rrogozhinë | Arena Egnatia       | 8º lugar                        | nenhum                 |
| Erzeni    | Shijak     | Niko Dovana         | Vice-campeão (Kategoria e Parë) | nenhum                 |
| Kastrioti | Krujë      | Kamëz               | 7º lugar                        | nenhum                 |
| Kukësi    | Kukës      | Kukës Arena         | 4º lugar                        | 1 (em 2016–17)         |
| Laçi      | Laç        | Laçi                | 2º lugar                        | nenhum                 |
| Partizani | Tirana     | Partizani Complex   | 3º lugar                        | 16 (último em 2018–19) |
| Teuta     | Durrës     | Niko Dovana         | 6º lugar                        | 2 (último em 2020–21)  |
| Tirana    | Tirana     | Selman Stërmasi     | Campeão                         | 25 (último em 2021–22) |
| Vllaznia  | Shkodër    | Estádio Loro Boriçi | 5º lugar                        | 9 (último em 2000–01)  |

1. ↑  O Erzeni mandará seus jogos na temporada de 2023–24 no Estádio Niko Dovana em Durrës, já que seu estádio, o Estádio Tofik Jashari, não é adequado para jogos da Kategoria Superiore.
2. ↑  O Kastrioti mandou seus jogos na temporada de 2022–23 no estádio Kamëz em Kamëz, já que seu estádio, o Estádio Kastrioti, não é adequado para jogos da Kategoria Superiore.

## Classificação
{{#invoke:Sports table|main|style=WDL
|source=Associação de Futebol da Albânia (em albanês)
|team1=PAR |team2=TIR |team3=EGN |team6=TEU |team4=VLL |team5=LAÇ |team7=KUK |team8=ERZ |team9=BYL |team10=KAS
|result1=CL1Q |result2=EL1Q |result3=EL1Q |result4=EL1Q |result8=RPO |result9=REL |result10=REL
|update=complete
|win_BYL=9 |draw_BYL=11|loss_BYL=16|gf_BYL=31|ga_BYL=42
|win_EGN=14|draw_EGN=10|loss_EGN=12|gf_EGN=46|ga_EGN=32
|win_ERZ=8 |draw_ERZ=16|loss_ERZ=12|gf_ERZ=36|ga_ERZ=48
|win_KAS=8 |draw_KAS=11|loss_KAS=17|gf_KAS=26|ga_KAS=49
|win_KUK=12|draw_KUK=9 |loss_KUK=15|gf_KUK=31|ga_KUK=35
|win_LAÇ=14|draw_LAÇ=6 |loss_LAÇ=16|gf_LAÇ=45|ga_LAÇ=46
|win_PAR=20|draw_PAR=7 |loss_PAR=9 |gf_PAR=56|ga_PAR=37
|win_TEU=12|draw_TEU=12|loss_TEU=12|gf_TEU=33|ga_TEU=40
|win_TIR=20|draw_TIR=7 |loss_TIR=9 |gf_TIR=56|ga_TIR=33
|win_VLL=13|draw_VLL=11|loss_VLL=12|gf_VLL=39|ga_VLL=37
|status_BYL=R
|status_ERZ=O
|status_KAS=R
|status_PAR=C
|hth_LAÇ=Pontos no confronto direto: Laçi 12, Teuta 0
|hth_TEU=LAÇ
|hth_PAR=Pontos no confronto direto: Partizani 7, Tirana 4
|hth_TIR=PAR
|name_BYL=Bylis
|name_EGN=Egnatia
|name_ERZ=Erzeni
|name_KAS=[[Kastrioti Krujë
|name_KUK=Kukësi
|name_LAÇ=Laçi
|name_PAR=Partizani
|name_TEU=Teuta
|name_TIR=Tirana
|name_VLL=Vllaznia
|show_limit=5
|class_rules=1) Pontos; 2) Pontos no confronto direto; 3) Saldo de gols no confronto direto; 4) Gols marcados no confronto direto; 5) Saldo de gols; 6) Gols marcados; 7) Sorteio.
|res_col_header=Classificação ou Rebaixamento
|col_CL1Q=green1 |text_CL1Q=Classificado para a primeira pré-eliminatória da Liga dos Campeões
|col_EL1Q=yellow1  |text_EL1Q=Classificados para a primeira pré-eliminatória da Liga Conferência Europa
|col_RPO=red2    |text_RPO=Classificado para a repescagem pela permanência
|col_REL=red1    |text_REL=Rebaixados para a Kategoria e Parë de 2023–24
|note_res_EL1Q=O Egnatia, campeão da Copa da Albânia de 2022–23, se classificou para as competições europeias com base na posição na liga. Portanto, a vaga na Liga Conferência Europa concedida ao vencedor da Copa da Albânia foi transferida para o quarto colocado da liga.
}}

## Premiação
| Abyssnet Superiore de 2022–23 Primeira Divisão do Campeonato Albanês de Futebol |
| ------------------------------------------------------------------------------- |
| FK Partizani Tirana Campeão (17º título)                                        |